# Isabel Oneto
Maria Isabel Solnado Porto Oneto (14 de setembro de 1959) é uma deputada e política portuguesa. Ela é deputada à Assembleia da República na XIV legislatura pelo Partido Socialista. É licenciada em Direito.